# Atemlos (Fernsehserie)
Atemlos (Originaltitel: Respira) ist eine spanische Fernsehserie von Carlos Montero, die seit August 2024 für den Streaming-Dienst Netflix veröffentlicht wird. Die Serie handelt von den Mitarbeitern des fiktiven öffentlichen Krankenhauses Joaquín Sorolla in Valencia.

## Handlung
Seit der Corona-Krise ist die Lage in dem öffentlichen, fiktiven Krankenhaus Joaquin Sorolla nicht besser geworden. Es fehlt an den finanziellen Mitteln für eine qualitative Behandlung und bessere Bezahlung für die Mitarbeiter. Zu dieser Zeit beginnen die neuen Assistenzärzte Biel de Felipe, Enrique „Quique“ Román, May und Rodrigo „Rodri“ Donoso ihr erstes Jahr. Den Onkologen Néstor Moa beschäftigt die schwierige Situation des Krankenhauses sehr und er regt zum Streik an. Dies wird jedoch von seiner Kollegin Pilar Amaro missbilligt.
Biel und Néstor übernehmen die Patientin Patricia Segura, Präsidentin der Generalitat Valenciana. Bei dieser wurde Brustkrebs diagnostiziert. Widerwillig lässt sie sich im Joaquin Sorolla behandeln und inszeniert dies in der Presse. Eigentlich hatte Patricia vor, die Kliniken zu privatisieren und ist mit dem Klinikleiter Lluís Jornet in Gesprächen. Rodri behandelt ein junges Mädchen und müsste dieses operieren. Da er keine Einwilligung der Eltern hat, lässt er zu, dass ihr Bruder die Unterschrift fälscht. Während der Operation verstirbt das Mädchen und Rodri macht sich Vorwürfe. Als die Öffentlichkeit Rodri anprangert, begeht dieser Selbstmord. Dies macht vor allem seiner Schwester Jésica Donoso zu schaffen. Nach dem Tod von Rodri stimmt die Belegschaft mit Ausnahme von May und Pilar für den Streik. Mehrere Tage wird gestreikt. Dem Streik schließen sich auch andere Krankenhäuser aus Valencia an. Kurz vor Streikbeginn wird Patricia operiert. Hierbei kommt es zu Komplikationen und ihr muss die Brust entfernt werden. Patricia ist am Boden zerstört und wird auch noch beruflich in die Enge getrieben. Sie will Verhandlungen mit den Streikenden führen, aber ihre Regierung hat andere Pläne, die ihrer Politik widersprechen. Es werden Rufe nach einem Rücktritt Patricias laut. Diese denkt kurzzeitig darüber nach, lehnt jedoch den Vertrag und den Rücktritt ab. Sie will das Gesundheitswesen auf den Kopf stellen, weil alle Spanier Besseres verdient haben.
Quique hatte eine Affäre mit Óscar, dem Sohn von Pilar. Bei diesem wurden nach einer wilden Partynacht mehrere Geschlechtskrankheiten und Drogenmissbrauch diagnostiziert. Dies will seine Mutter nicht wahrhaben und bittet Quique, sich um ihren Sohn zu kümmern, ohne zu ahnen, dass die beiden eine Affäre haben. Quique und Óscar kommen sich näher und beginnen eine Beziehung. Jedoch ist Óscars Sucht zu groß und zieht dabei auch Quique nach unten. Durch Hinweise seiner Freunde Biel und May kann er von ihm loskommen. Als Óscar erneut einen Rückfall erleidet, sieht Pilar die Sucht ihres Sohnes und will helfen. May, die selbst schwanger ist, arbeitet als Assistenzärztin für die Gynäkologin Leonor „Leo“ Santapau. Diese behandeln eine Patientin, die vergewaltigt wurde. Da ihr niemand glauben will, fälscht Leo das Gutachten. Daraufhin wird der Vergewaltiger verhaftet. Es stellt heraus, dass es sich dabei um ihren eigenen Sohn Hugo handelt. Sie macht sich Vorwürfe und versucht zusammen mit ihrem Ex-Mann Lluís das Problem zu lösen. Als Leo bereit ist die Wahrheit zu sagen, dass das Gutachten gefälscht ist, offenbart Hugo, dass er die Tat begangen hat.
May führt heimlich eine Beziehung mit der Notfallmedizinerin Rocío. Auf Grund des Streikes kommt es zu Streitereien zwischen den beiden und sie trennen sich. Nach einer Beinahe-Fehlgeburt sieht sie das Kindeswohl bei May gefährdet und versucht daraufhin alles, um an das alleinige Sorgerecht zu kommen und Mays Umzug nach Deutschland zu verhindern. Als bei May die Wehen einsetzen und sie sich einer Notoperation unterziehen muss, bringt sie eine Tochter zur Welt. Als diese wenig später verschwindet, glaubt May, dass Rocío sie entführt hat.
Patricia und Néstor liefern sich öffentlich eine Debatte, da beide unterschiedliche Ansichten haben, wie das Gesundheitswesen zu retten ist. Néstor sieht eine Privatisierung als nicht erfolgreich an. Sie legen den Streit zum Wohle der Genesung Patricias bei. Bei ihr wurden Metastasen entdeckt, die operiert werden müssen. Néstor wagt die OP und kann diese mit Hilfe von Pilar erfolgreich durchführen. Er gesteht sich ein, dass er sich in Patricia verliebt hat und gesteht ihr das auch. Patricia erhält von einer Privatklinik eine Chemotherapie, wenn sie im Gegenzug das Joaquin Sorolla privatisiert. Dies nimmt sie an.
Biel beginnt eine Affäre mit Jésica, die eigentlich mit Lluís liiert ist. Die beiden trennen sich zwischenzeitlich, aber kommen wieder zusammen. Er macht ihr einen Heiratsantrag, bei dem Jésica um Bedenkzeit bittet. Lluís konfrontiert Biel mit seinem Wissen über die Affäre zwischen ihm und seiner Freundin. Er droht, ihn beruflich zu zerstören, aber Biel liebt Jésica und lässt sich nicht erpressen. Durch eine Notsituation kommen sich Biel und Jésica wieder näher und behandeln einen gemeinsamen Patienten. Dieser hat versucht, sich das Leben zu nehmen und gibt Jésica nun die Schuld, dass sie ihn gerettet hat. Er greift Jésica an und verletzt sie schwer. Biel findet sie später halb verblutet in einem Krankenzimmer.

## Hintergrund
Im Juli 2023 wurde die Serie von Netflix angekündigt. Die medizinischen Dramaserie wurde von Carlos Montero erdacht und durch seine Produktionsfirma El Desorden Crea produziert. Der Ensemblecast wurde unter anderem mit Najwa Nimri, Aitana Sánchez-Gijón, Blanca Suárez, Manu Ríos und Abril Zamora besetzt. Gedreht wurde zwischen Oktober 2023 und Februar 2024 in Madrid und Valencia. Die Innenaufnahmen im fiktiven Krankenhauses Joaquín Sorolla entstanden in den Produktionshallen von Netflix in Tres Cantos.
Noch vor Ausstrahlung der ersten Staffel wurde im Juli 2024 eine zweite Staffel bestellt.

## Besetzung und Synchronisation
Die deutsche Synchronisation entsteht unter der Dialogregie von Marieke Oeffinger durch die IYUNO Germany GmbH, in Berlin.

### Hauptdarsteller
| Rolle                  | Schauspieler            | Hauptrolle (Folgen) | Synchronsprecher   |
| ---------------------- | ----------------------- | ------------------- | ------------------ |
| Patricia Segura        | Najwa Nimri             | 1.01–               | Marion Musiol      |
| Pilar Amaro            | Aitana Sánchez-Gijón    | 1.01–               | Iris Artajo        |
| Biel de Felipe         | Manu Ríos               | 1.01–               | Tobias Diakow      |
| Jésica Donoso          | Blanca Suárez           | 1.01–               | Yvonne Greitzke    |
| Néstor Moa             | Borja Luna              | 1.01–               | Nico Mamone        |
| Leonor „Leo“ Santapau  | Ana Rayo                | 1.01–               | Almut Zydra        |
| Lluís Jornet           | Alfonso Bassave         | 1.01–               | Alexander Doering  |
| Enrique „Quique“ Román | Xoán Fórneas            | 1.01–               | Jeremias Koschorz  |
| Rocío Fuster           | Macarena de Rueda       | 1.01–               | Svantje Wascher    |
| May                    | Marwa Bakhat            | 1.01–               | Julia Kaufmann     |
| Neus                   | Abril Zamora            | 1.01–               | Philippa Jarke     |
| Blanca                 | Blanca Martínez Rodrigo | 1.01–               | Elisa Bannat       |
| Rodrigo „Rodri“ Donoso | Víctor Sáinz            | 1.01–1.03           | Sebastian Fitzner  |
| Emilio Alto            | Javier Ballesteros      | 1.01–               | Karlo Hackenberger |
| Óscar Amaro            | Rafa Verdugo            | 1.01–               | Oliver Szerkus     |

### Nebendarsteller
| Rolle                | Schauspieler      | Nebenrolle (Folgen)        | Synchronsprecher   |
| -------------------- | ----------------- | -------------------------- | ------------------ |
| Paula                | Ana Ruano         | 1.01–1.02, 1.04, 1.07–1.08 | Regina Gisbertz    |
| Oriol                | Amin Hamada       | 1.02–                      | Sebastian Achilles |
| Hugo Jornet Santapau | Álex Medina       | 1.02–1.03, 1.06, 1.08      | Tom Raczko         |
| Manu                 | Daniel Mallorquín | 1.08–                      | Manuel Elsherif    |

## Episodenliste
| Nr. (ges.)                                                                  | Nr. (St.) | Deutscher Titel         | Originaltitel           | Regie          | Drehbuch                             |
| --------------------------------------------------------------------------- | --------- | ----------------------- | ----------------------- | -------------- | ------------------------------------ |
| 1                                                                           | 1         | An erster Stelle        | Por encima de todo      | David Pinillos | Carlos Montero                       |
| 2                                                                           | 2         | Das Zeug zum guten Arzt | Madera de médico        | David Pinillos | Carlos Montero & Carlos Ruano        |
| 3                                                                           | 3         | Wir hören auf           | Paramos                 | David Pinillos | Carlos Ruano                         |
| 4                                                                           | 4         | Ich vertraue dir        | Confío en ti            | David Pinillos | Carlos Ruano & Pablo Paiz            |
| 5                                                                           | 5         | Streik                  | Huelga                  | Marta Font     | Guillermo Escribano                  |
| 6                                                                           | 6         | Auf verlorenem Posten   | El último hombre en pie | Marta Font     | Carlos Ruano & Pablo Paiz            |
| 7                                                                           | 7         | Verbrannte Erde         | Tierra quemada          | Marta Font     | Guillermo Escribano & Carlos Montero |
| 8                                                                           | 8         | Kaltlufttropfen         | Gota fría               | David Pinillos | Carlos Ruano                         |
| Am 30. August 2024 wurden alle Folgen der Serie bei Netflix veröffentlicht. |           |                         |                         |                |                                      |